# François Pommeraye
Jean-François Pommeraye, né en 1617 à Rouen et mort en 1687 à Paris, est un historien français.

## Biographie
Bénédictin de la congrégation de Saint-Maur, dom Pommeraye renonce à toutes les charges de son ordre pour se livrer entièrement à l'étude.
Il meurt d'apoplexie, à 70 ans, dans la maison de son compatriote et collègue Louis Bulteau, au cours d'une visite.

## Principales publications
- Histoire de l'abbaye royale de S. Ouen de Rouen, Richard Lallemant et Louis du Mesnil, Rouen, 1662, lire sur Google Livres
- Histoire de l'abbaye de Saint-Amand de Rouen, Richard Lallemant et Louis du Mesnil, Rouen, 1662, lire sur Google Livres
- Histoire de l'abbaye de la Très-Sainte Trinité, dite depuis de Sainte-Catherine-du-Mont de Rouen, Richard Lallemant et Louis du Mesnil, Rouen, 1662, lire sur Google Livres
- Histoire des archevêques de Rouen, Laurens Maurry, Rouen, 1667, lire sur Google Livres.Cet ouvrage est considéré comme le meilleur de ses productions.
- Histoire de la cathédrale de Rouen, in-4°;
- Recueil des conciles et synodes de Rouen, in-4°, 1677.On préfère la collection des mêmes conciles donnée par le P. Bessin.
- Pratique journalière de l’aumône, in-12.C’est une exhortation de donner à ceux qui ont la charité de quêter en faveur des pauvres.

## Sources
- Jacques-Paul Migne, Encyclopédie théologique : ou, Série de dictionnaires sur toutes les parties de la science religieuse, t. 3, 1851, 1752 p. (lire en ligne), p. 499.